# Antoniwka (rejon nowouszycki)
Antoniwka (ukr. Антонівка) – wieś na Ukrainie, w obwodzie chmielnickim, w rejonie nowouszyckim.